# Hinda Hicks

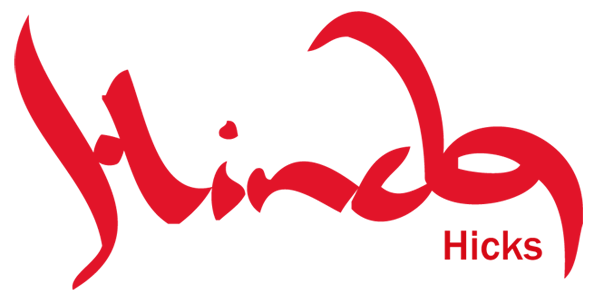
Logo von Hinda Hicks

Hinda Hicks (* 1976) ist eine britische Sängerin, Schauspielerin und Künstlerin tunesischer Herkunft, die Ende der 1990er Jahre aufgrund ihres Debütalbums Hinda größere Bekanntheit erlangte. 1999 war sie bei den BRIT Awards als beste britische Künstlerin und als beste britische Newcomerin nominiert.

## Leben und Werk
Hicks wurde in Tunesien geboren, kam im Alter von vier Jahren nach England und wuchs in West Sussex auf. Zunächst entwickelte sie eine Leidenschaft für Basketball, machte eine Trainerausbildung und erhielt ein US-Stipendium. Später wandte sie sich der Musik zu. Inspiriert von Künstlern wie Ella Fitzgerald und Nina Simone sang sie zunächst in der Gruppe The Fabulous Fug Band, die sich am Rhythm and Blues orientierte. Dann zog sie nach London, wo sie sich der lokalen Band Mixed Fruits anschloss und von dem unabhängigen R&B/Hip-Hop-Managementteam On Point unter Vertrag genommen wurde.
Schließlich wurden mehrere Plattenfirmen auf Hicks aufmerksam. 1997 unterzeichnete sie bei Island Records einen Vertrag über fünf Alben. Ihre erste Single I Wanna Be Your Lady schaffte es allerdings nicht in die UK Single Charts. Nach Auftritten im Vorprogramm von Boyzone und 911 erreichten ihre nächsten drei Singles, If You Want Me, You Think You Own Me und eine Neuauflage ihrer Debüt-Single, alle die Top 40.
1998 veröffentlichte sie ihr Debütalbum Hinda und erreichte damit Platz 20 der britischen Album-Charts. Das Album brachte ihr drei Nominierungen bei den MOBO Awards 1998 sowie Nominierungen als „Best British Female“ und „Best British Newcomer“ bei den BRIT Awards 1999 ein. Ende 1998 kam mit Truly ihre vierte Single heraus, die ebenfalls in die Top 40 gelangte.
1999 spielte Hicks eine kleine Rolle in dem Spielfilm G:MT - Greenwich Mean Time und steuerte sechs Songs zum Soundtrack des Films bei. Anschließend nahm sie ihr zweites Album Everything to Me auf. Aufgrund der Fusion von Island Records und Universal Records und fehlender Promotion konnte die erste Single-Auskopplung My Remedy jedoch nicht die Top 40 erreichen. Das Album wurde nur in begrenztem Umfang veröffentlicht. Hicks und Island Records trennten sich im Jahr 2000.
2000 brachte sie mit Lynden David Hall eine Single heraus und lieferte auf Terri Walkers Debüt-Album Untitled einen Gesangsbeitrag. Im selben Jahr übernahm sie auch kleine Nebenrollen in den Spielfilmen Circus und Love & Basketball. In Love & Basketball wird ihr Song Our Destiny angespielt, aber nicht auf dem Soundtrack zum Film veröffentlicht. 
2004 brachte Hicks ihr drittes Album Still Doin’ My Thing heraus, das über das kleine R&B-Label Shout Out Records vertrieben wurde. Im Sommer 2004 erschien die Single-Auskopplung Up Up. Beide Veröffentlichungen konnten nicht an die früheren Chart-Erfolge anknüpfen.
2007 kündigte Hicks an, dass sie ein viertes Album veröffentlichen wolle. Die Arbeiten an dem Album wurden jedoch nie abgeschlossen, da sich Hicks auf andere Unternehmungen konzentrierte. 2008 trat Hicks dem in London ansässigen Künstler- und Musikkollektiv Raison d’Etre bei, das vom DJ und Produzenten Yvan Serrano-Fontova, auch bekannt als Healer Selecta, gegründet worden war. 2008, 2010 und 2013 trat sie in Londoner Clubs auf.

## Diskografie

### Alben
- 1998: Hinda (Island Records)
- 2000: Everything To Me (Island Records)
- 2004: Still Doin’ My Thing (Shout Out Records)

### Singles
- 1997: I Wanna Be Your Lady mit Shaznay Lewis (Island Records)
- 1998: If You Want Me / When You Touch Me There (Island Records)
- 1998: You Think You Own Me (Island Records)
- 1998: Truly (Island Records)
- 1998: Ain’t No Stoppin' Us Now mit MOBO Allstars (Polygram)
- 1998: Found A Cure / If You Want Me mit Ultra Naté (Polygram)
- 2000: Let’s Do It Again mit Lynden David Hall (Cooltempo)
- 2000: Our Destiny (Island Records)
- 2000: My Remedy (Island Records)
- 2004: Up Up (Shout Out Records)